# Steve Goble
Steve Goble, diminutivo di Stephen Richard Goble (Erpingham, 5 settembre 1960) è un ex calciatore inglese, di ruolo centrocampista.

## Caratteristiche tecniche
Era un'ala sinistra.

## Carriera
Cresciuto nel settore giovanile del Norwich City, nel 1978 viene aggregato alla prima squadra dei Canaries; gioca tuttavia la sua prima partita di campionato solamente nell'ottobre del 1979, contro il Manchester City. Nella stagione 1979-1980 segna una rete in complessive 5 presenze nella prima divisione inglese, mentre nella stagione seguente realizza una rete in 25 presenze, per un totale (comprese anche le coppe nazionali) di 35 presenze e 2 reti in competizioni ufficiali con la maglia del Norwich City.
Nell'estate del 1981 si trasferisce al Groningen, club della prima divisione olandese, con il quale nella stagione 1981-1982 mette a segno 2 reti in 32 partite di campionato; nella stagione 1982-1983 realizza invece una rete in 13 presenze, per poi trascorrere la stagione 1983-1984 in prestito al Veendam, club della seconda divisione olandese, con il quale mette a segno 8 reti in 26 presenze. Nel 1984 gioca poi una partita nella seconda divisione inglese nuovamente con il Norwich City (la sua trentacinquesima ed ultima con il club gialloverde), per poi trasferirsi a campionato iniziato all'Utrecht, club con il quale nella rimanente parte della stagione 1984-1985 realizza una rete in 10 presenze nella prima divisione olandese. Fa quindi ritorno al Groningen, con cui nella stagione 1985-1986 segna un gol in 20 presenze nella medesima categoria, nella quale in carriera ha pertanto totalizzato complessivamente 75 presenze e 5 reti. Dal 1986 al 1988 gioca poi nella seconda divisione olandese con l'Heracles Almelo, per poi vestire anche le maglie del Cambridge Utd (2 presenze nella quarta divisione inglese) e dello Skellefteå AIK, con cui gioca invece nella terza divisione svedese.
Tra il 2002 ed il 2003 ha lavorato sia come allenatore che con ruoli dirigenziali nei settori giovanili di club statunitensi.